# Eurycope kurchatovi
Eurycope kurchatovi är en kräftdjursart som beskrevs av Wilson 1982. Eurycope kurchatovi ingår i släktet Eurycope och familjen Munnopsidae. Inga underarter finns listade i Catalogue of Life.